# Mark Chung (musicien)
Pour les articles homonymes, voir Mark Chung.
Mark Chung, né le 3 juin 1957 à Leeds en Angleterre, est un manager musical. De 1982 à 1995, il jouait de la basse dans le groupe de musique industrielle Einstürzende Neubauten avant d'être remplacé par Alexander Hacke.

## Biographie
Mark Chung est le fils d'un médecin chinois et d'une infirmière allemande. Il a grandi en Angleterre, en Jamaïque et en Allemagne. En 1980 il est devenu bassiste dans le groupe punk hambourgeois Abwärts, jusqu'à ce qu'il rejoigne Einstürzende Neubauten deux ans plus tard. Il quitte le groupe en 1994 pour se concentrer à son travail dans l'industrie musicale.
Dès 1984, Chung fonde avec Klaus Maeck la maison d'édition musicale Freibank Music Publishing pour contrôler et administrer les droits d'auteur d'Einstürzende Neubauten et d'Abwärts. Sa maison d'édition grandi progressivement et Freibank Music Publishing administre désormais des artistes comme Burhan Öçal, Fettes Brot ou Red Lorry Yellow Lorry et détient plus de 20 000 morceaux dans son catalogue. Elle promeut également de la musique dans le cinéma ou la publicité.
Mark Chung déménage à Londres en 2006 et devient vice-président sénior de Sony Music Entertainment. En 2005, après neuf ans d'expérience chez Sony, il rentre en Allemagne à la direction de Freibank. Il était de 2006 à 2012 président directeur général de la fédération des entreprises indépendantes de producteurs musicaux, la Verband unabhängiger Tonträgerunternehmen, Musikverlage und Musikproduzenten. Il est depuis 2007 dans le conseil d'administration d'Initiative Musik gGmbH, une organisation financée par le délégué du gouvernement fédéral pour la Culture et les Médias pour promouvoir l'industrie musicale en Allemagne.  